# ГЕС Мукеріан IV
ГЕС Мукеріан IV – гідроелектростанція на північному заході Індії у штаті Пенджаб. Знаходячись між ГЕС Мукеріан III та ГЕС Мукеріан Stage II (18 МВт), входить до складу каскаду на річці Біас, яка впадає праворуч до Сатледжу (найбільший лівий доплив Інду).
Станція Мукеріан IV є однією з п’яти, котрі споруджені на каналі Мукеріан, який бере початок від греблі Шах-Нехар. Ця бетонна споруда довжиною 562 метра перекрила річку по її виходу на рівнину, за п’ять кілометрів нижче від греблі Понг, та утворила невелике сховище з об’ємом 4,2 млн м3. Звідси вода спрямовується у прокладену по  лівобережжю дериваційну трасу довжиною майже чотири десятки кілометрів.
За вісім кілометрів після станції Мукеріан III канал перекриває чергова водозабірна споруда, від якої ресурс подається до машинного залу. Праворуч від нього створена обвідна ділнка каналу довжиною біля 0,5 км, облаштований у якій шлюз дозволяє за необхідності скидати воду в обхід станції Мукеріан ІV.
Основне обладнання становлять три турбіни типу Каплан потужністю по 19,5 МВт, які працюють при напорі у 22 метра та забезпечують виробництво 326 млн кВт-год електроенергії на рік.
Відпрацьована вода прямує далі по каналу, котрий через 10 км приєднується до Біасу. У другій половині 2010-х за пару кілометрів до завершення каналу від нього зробили бічне відгалуження довжиною біля 4 км, на якому запустили ГЕС Мукеріан Stage II.